# Roméo (chanteur)
Pour les articles homonymes, voir Roméo et Brize (homonymie).
 (août 2017).
Si vous disposez d'ouvrages ou d'articles de référence ou si vous connaissez des sites web de qualité traitant du thème abordé ici, merci de compléter l'article en donnant les références utiles à sa vérifiabilité et en les liant à la section « Notes et références ».
Roméo (de son vrai nom Georges Brize) est un chanteur français né à Belleville-en-Beaujolais près de Lyon le 29 janvier 1961. 
Il connut un succès populaire entre 1973 et 1976.

## L'enfance
Il participe alors à de petits spectacles et galas dans la région.
Chantant à tue-tête sur le chemin de l’école, il passait chaque jour devant la maison de Robert Grange, chanteur et musicien local, qui l’interpelle et lui demande de rencontrer ses parents. L’idée de Robert Grange est de composer 2 chansons pour Roméo et de les produire pour le label lyonnais JBL.
Avec son seul prénom Georges, Roméo sort donc en 1971 ce 45 tours composé de deux chansons : « Maman » et « Amis du monde ». Le disque connut un succès d’estime sans toutefois dépasser les frontières locales.

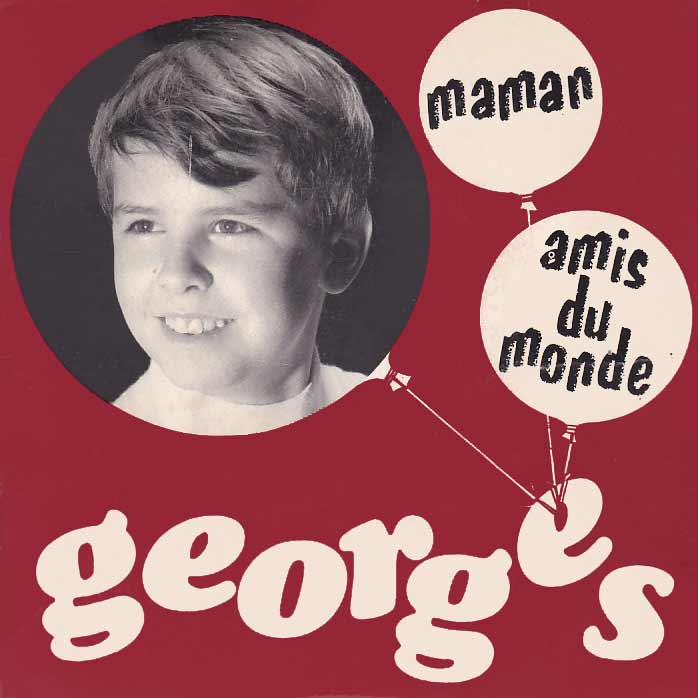
1971 : Premier 45 tours sous le nom de Georges / studio JPB.

Ce disque, enregistré sous la houlette de Jean-Baptiste Piazanno, servira cependant de sésame pour le petit chanteur en herbe : Piazanno est en relation avec Humbert Ibach (lui-même natif de la région lyonnaise) et lui fait parvenir cette première maquette.
Début 1972, un rendez-vous est fixé à Paris avec Claude Carrère qui rencontre donc pour la première fois Roméo. Mais à l'époque, Carrère n’a pas de répertoire à offrir au jeune garçon.[réf. nécessaire]

## Les débuts

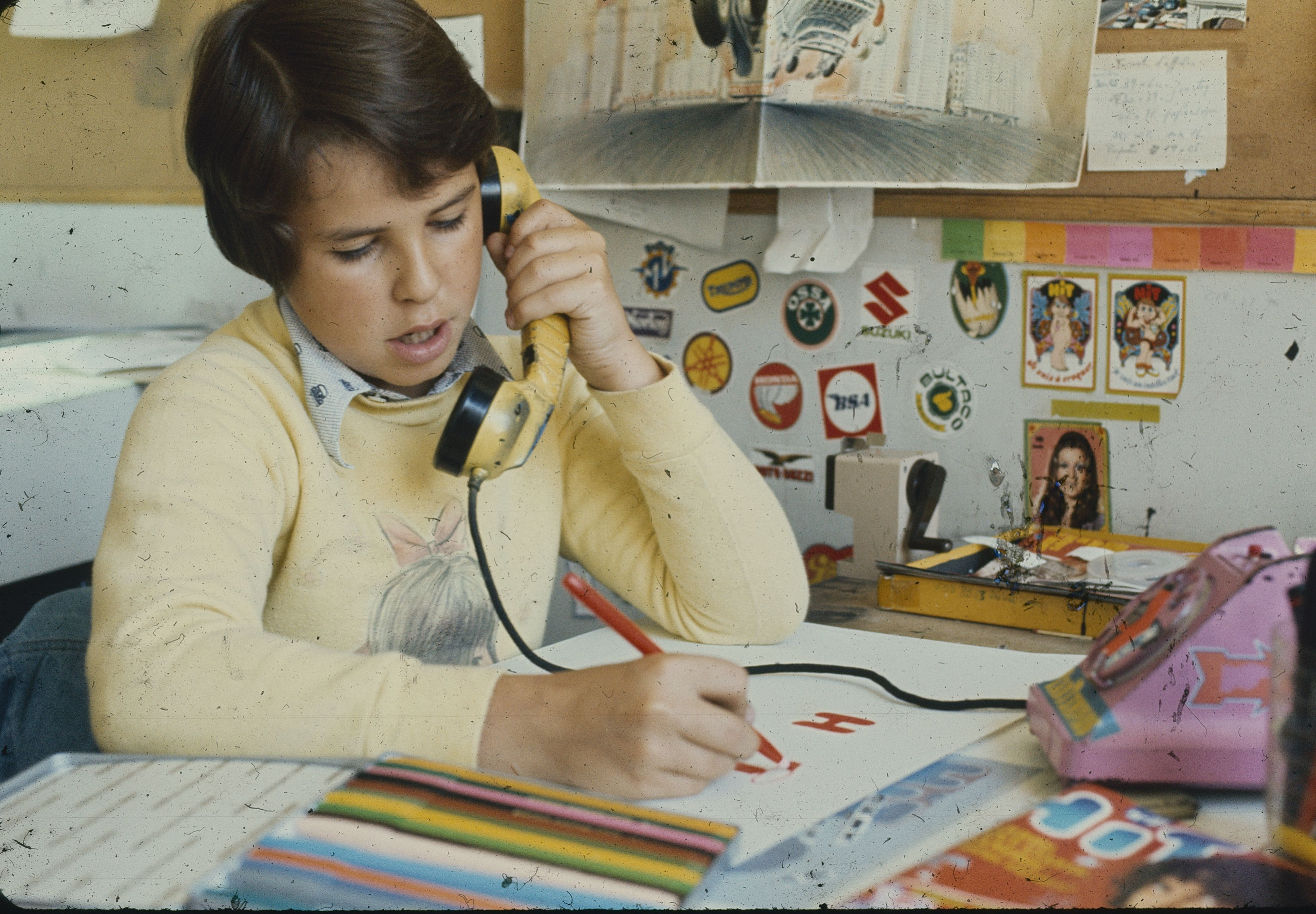
Roméo en 1973.

René Brize signe un contrat avec la maison Carrère et devient Roméo. Il monte à Paris et chante Maman dans l’émission Cadet Rousselle le 10 mai.
Son premier single se vend à près de 900 000 exemplaires.

## La consécration

1974 : Séance dédicace.

Le titre Maman se maintient 22 semaines premier au hit parade. Tout au long de sa courte carrière, Roméo se maintient dans les 7 premières places du hit parade pendant 53 semaines. 
Son premier album est un succès commercial, se diffusant à plus d'un million d’exemplaires.

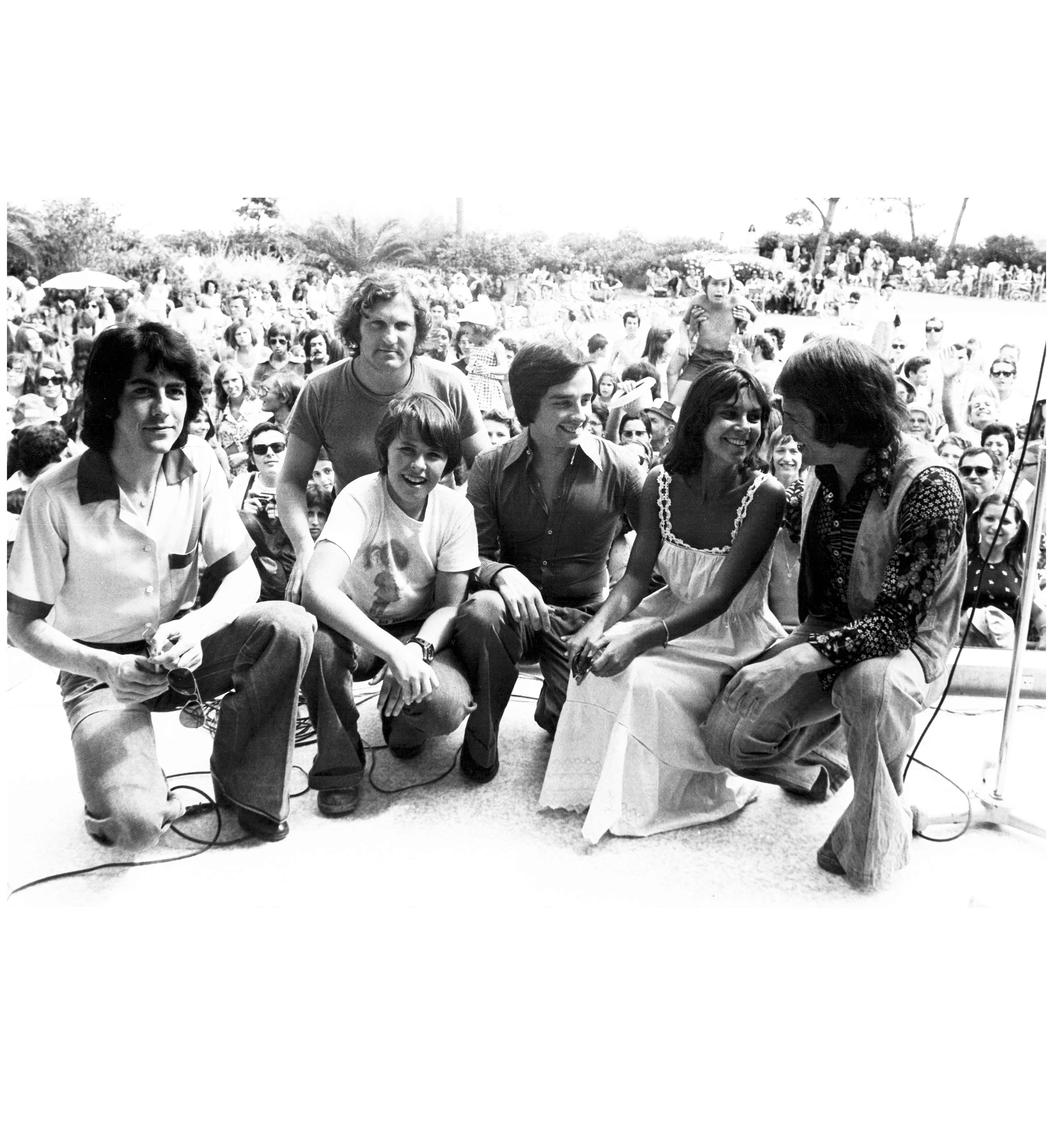
1974 : avec Alain Chamfort, Jean-Jacques Debout, Thierry Le Luron, Chantal Goya.

Un deuxième LP est envisagé après les succès Je veux être un homme et Juste un petit baiser.
En 1975 sort le single La vie commence à 13 ans.
Toujours en 1975 sort un 30 centimètres intitulé La Nouvelle Pastorale, une sorte de conte urbain mettant en scène des enfants des quartiers défavorisés. En réalité, ce conte est joué par des adultes, le seul enfant de la troupe est Roméo.
Cet album contient également 3 chansons : l'Ave Maria de Schubert, Tous les villages s’appellent Bethléem et C'est mon cantique qui figurait déjà dans le premier LP.
En 1976, le single Que faisais-tu à mon âge Papa sera le dernier du jeune chanteur jusqu'en 2023, où il revient avec un double album.

## Discographie

### 45 tours
- 1971

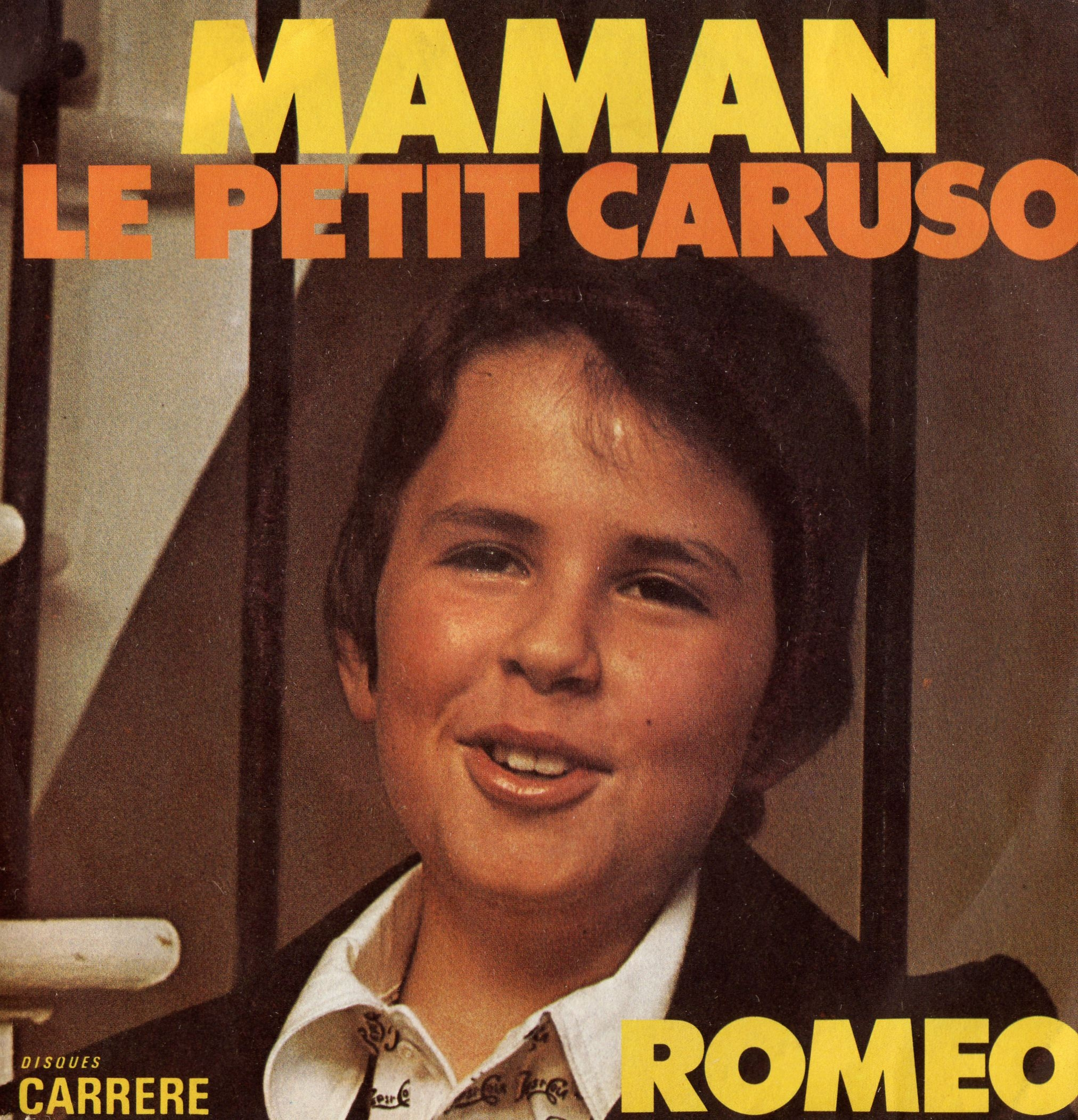
1973 : Le premier 45T de Roméo se vend à plus de 1000000 exemplaires.

  - Amis du monde - Maman / JBP – 327
- 1973
  - Maman - Le petit Caruso / Disques Carrère – 49.036
  - Ton petit amoureux - Ce monde où je suis né / Disques Carrère – 49.050
  - Petit papa Noël - Ah ! Les petites filles / Disques Carrère – 49.052
- 1974
  - Je veux être un homme - Marche d'un pas léger / Disques Carrère – 49.067
  - Juste un petit baiser - Toutes les filles s'appellent Juliette / Disques Carrère – 49.084
- 1975
  - Ave Maria de Schubert - Tous les villages s'appellent Bethleem / Disques Carrère – 49.141
  - La vie commence à treize ans - Seul avec toi / Disques Carrère – 49.104
- 1976
  - Que faisais-tu à mon âge Papa ? - Jupiter / Disques Carrère – 49.197

## Émissions de télévision
- 2025 : The Voice : La Plus Belle Voix : candidat